# میرزا علی اصفهانی
میرزا علی اصفهانی   از سیاستمداران ایرانی بود، که در دوره دوم بعنوان نماینده تهران در مجلس شورای ملی حضور داشت.